# تنگه فالکلند

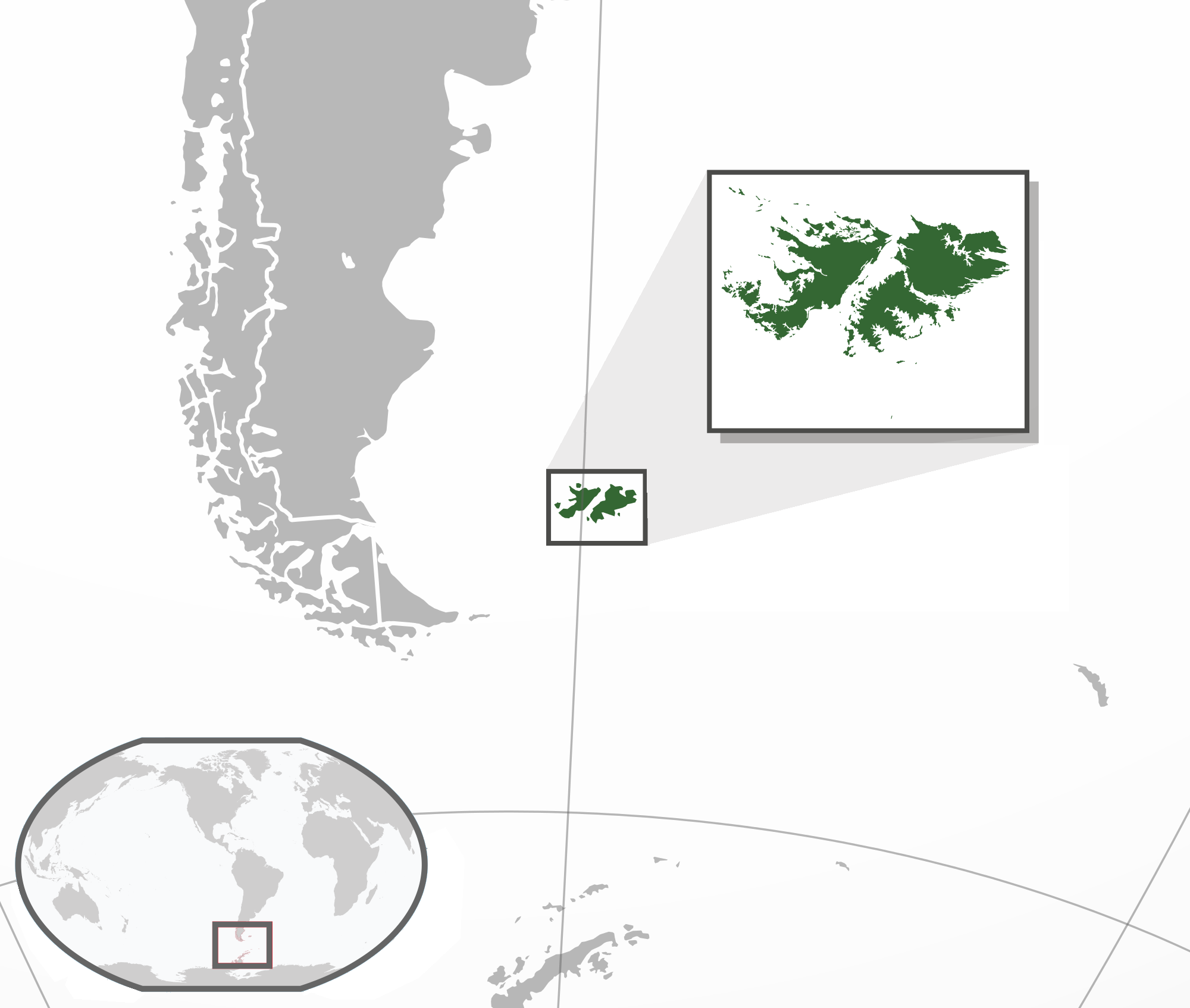
موقیت جزایر فالکلند در نیمه جنوبی‌تر آمریکا جنوبی.

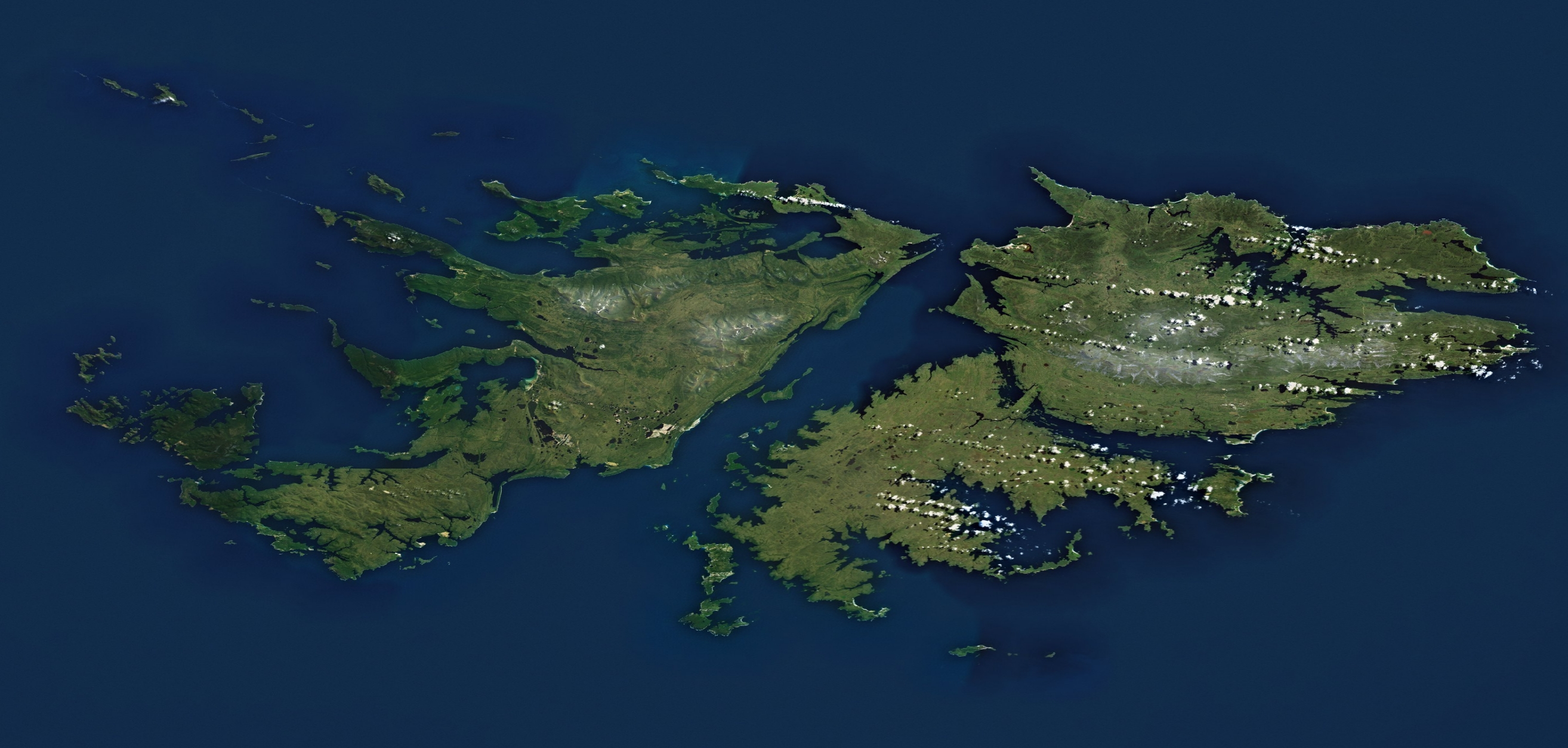
دید ماهواره‌ای از تنگهٔ فالکلند، این تنگهٔ پهناور میان دو جزیرهٔ اصلی جزایر فالکلند واقع شده است.

تنگهٔ فالکلند (انگلیسی: Falkland Sound)، (اسپانیایی: Estrecho de San Carlos) یک تنگهٔ دریایی در جزایر فالکلند است که در راستای جنوب‌باختری به شمال‌خاوری امتداد دارد و فالکلند غربی را از فالکلند شرقی جدا می‌سازد.

## نام‌گذاری
نام این تنگه را جان استرانگ در سال ۱۶۹۰ به افتخار ویکنت فالکلند برگزید؛ نامی که بعدها به مجمع‌الجزایر و دو جزیرهٔ اصلی آن نیز اطلاق شد. نام اسپانیایی «Estrecho de San Carlos» به کشتی «سن کارلوس» اشاره دارد که در سال ۱۷۶۸ از این منطقه دیدار کرده بود؛ در حالی‌که به‌طور گیج‌کننده‌ای، در زبان انگلیسی، نام «San Carlos Water» به ورودی کوچکی در فالکلند شرقی اطلاق می‌شود، که خود منشأ نام‌هایی چون سن کارلوس، بندر سن کارلوس و رود سن کارلوس است.
کاپیتان جان استرانگ از کشتی «وِلفِیر» نخستین فرود ثبت‌شده را بر یکی از دو جزیرهٔ اصلی فالکلند (غربی و شرقی) در ۲۹ ژانویهٔ ۱۶۹۰ در خلیج بولد (در نزدیکی پورت هاوارد) در کنار تنگهٔ فالکلند انجام داد.

## جغرافیا
از جزایر واقع در تنگه می‌توان به جزیرهٔ باریک، جزیرهٔ بزرگ، جزایر تایسن و جزایر قو اشاره کرد. صخره ادی‌استون در انتهای شمالی تنگه قرار دارد و جزایر آرچ در انتهای جنوبی آن.
سکونت‌گاه‌های اطراف تنگه عبارت‌اند از: اجاکس بای، نیوهیون، بندر سن کارلوس، سن کارلوس در فالکلند شرقی و پورت هاوارد و فاکس بی در فالکلند غربی. یک کشتی ماشین‌بر میان پورت هاوارد و نیوهیون رفت‌وآمد دارد.
خورها و خلیج‌های این تنگه عبارت‌اند از: فاکس بی، پورت هاوارد (فالکلند غربی)، خلیج گرنتهام، آب سن کارلوس، خلیج راگلز (فالکلند شرقی).

## زمین‌شناسی

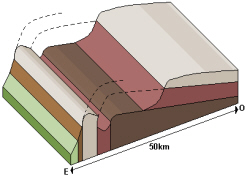
تاخوردگی فالکلند غربی – تنگهٔ فالکلند موازی با خط‌های چین‌خوردگی در گوشهٔ پایین چپ این دیاگرام قرار دارد.

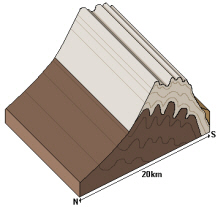
تاخوردگی فالکلند شرقی – تنگهٔ فالکلند عمود بر خط‌های چین‌خوردگی در گوشهٔ پایین راست این دیاگرام قرار دارد.

حدود ۴۰۰ میلیون سال پیش، خشکی‌هایی که بعدها به جزایر فالکلند و کوهستان الس‌ورث در جنوبگان بدل شدند، که پیش‌تر بخشی از گوندوانا بودند، از سرزمین امروزی آفریقا جدا شده و نسبت به آن به سوی باختر رانده شدند. در دورهٔ ژوراسیک، حدود ۱۷۰ میلیون سال پیش، دو پاره‌زمین که یکی فالکلند شرقی و دیگری فالکلند غربی را تشکیل می‌دهند، حدود ۱۲۰ درجه نسبت به یک‌دیگر چرخیدند. در نتیجه، خط‌های تاخوردگی در فالکلند غربی در راستای جنوب‌باختری به شمال‌خاوری، یعنی موازی با تنگه، امتداد دارند. اما در بخش شمالی فالکلند شرقی این خط‌ها در راستای خاور–باختر قرار دارند، که ضلع خاوری ورودی شمالی تنگه را تشکیل داده و در امتداد ساحل شمالی آب سن کارلوس قرار دارند. مرز میان این دو پاره‌زمین، گسل تنگهٔ فالکلند است که در نزدیکی ساحل باختری تنگه و موازی با آن امتداد دارد. لافونیا (نیمهٔ جنوبی فالکلند شرقی) که شکل‌گیری‌اش جدیدتر است، فاقد چین‌خوردگی است.
گمان می‌رود که در برهه‌هایی از دورهٔ پلیستوسن، بستر دریا حدود ۴۶ متر پایین‌تر از سطح کنونی بوده، که ممکن است گذر از تنگه را ممکن ساخته باشد.

## رکوردها
در ۲۱ ژانویهٔ ۲۰۲۵، «استر برترام» از استنلی و «نولا نایت» از فاکس بی از تنگهٔ فالکلند شنا کردند. این دو شناگر از «فانینگ هد» در فالکلند شرقی راه افتادند و پس از ۲ ساعت و ۳۷ دقیقه به «جرزی پوینت» در فالکلند غربی رسیدند.